# Radioplane OQ-19
O Radioplane OQ-19 foi um veículo aéreo não tripulado produzido em grande escala pela Radioplane durante a Segunda Guerra Mundial e no pós-guerra. Com uma fuselagem em metal, tanques de combustível na ponta das asas e um motor a pistão, conseguia voar com uma autonomia e velocidades suficientes para ser usado como drone-alvo para treino de pilotos e artilharia antiaérea. Sobrevivendo a tal treino, a aeronave accionava o seu sistema de paraquedas e era recolhida para ser reutilizada.